# Basommatophora
basommatophores
Ordre
Basommatophora (ou les basommatophores en français) sont un ordre d'escargots des eaux douces. Ce taxon est considéré comme un super-ordre non valide par WoRMS.

## Exemples
Les plus connus des basommatophores sont les limnées et les planorbes.

## Écologie
Ils peuvent être des hôtes intermédiaires de parasites des poissons ou d'animaux des zones humides. Ils sont une source de nourriture pour de nombreux animaux, dont trématodes  affectant certains bovins (ex : Bulinus forskalii) en Afrique, infectés par Paramphistomum microbothrium. Un même parasite peut être porté par plusieurs espèces différentes de mollusques, et des coinfestations par plusieurs espèces différentes de parasites sont possibles. En Afrique, les escargots aquatiques sont vecteurs de plusieurs maladies épidémiologiquement importantes, helminthoses en particulier.
Ils ont leurs propres prédateurs, dont prédateurs des œufs (poissons en général). Certaines grandes grenouilles sont aussi prédatrices d'escargots (de la grenouille-taureau  ; Rana catesbeiana) ; dans une étude faite en Chine, 32,43 % de l'alimentation des femelles de cette espèce était constituée de Basommatophores (et 12,57 % chez les juvéniles de l'espèce).
Ils jouent un rôle important de nettoyeur/détritivore dans les écosystèmes aquatiques et zones humides
Certaines espèces, de limnées notamment pourraient se développer avec le réchauffement climatique.

## Liste des familles
N.B. : cette liste est peut-être incomplète.
- Acroloxidae
- Amphibolidae
- Ancylidae
- Carychiidae
- Chilinidae
- Lancidae
- Latiidae
- Lymnaeidae
- Otinidae
- Physidae
- Planorbidae
- Siphonariidae
- Trimusculidae